# Pullman (Virginia Occidentale)
Pullman è un comune degli Stati Uniti d'America, situato nello Stato della Virginia Occidentale, nella Contea di Ritchie.